# Hemgölen (Eksjö socken, Småland)
Hemgölen är en sjö i Eksjö kommun i Småland och ingår i Emåns huvudavrinningsområde.